# デリック・ブルックス
デリック・ブルックス (Derrick Dewan Brooks、1973年4月18日 - ）は、フロリダ州ペンサコーラ出身のアメリカンフットボールの元選手である。NFLでラインバッカーとして、タンパベイ・バッカニアーズ一筋で14年間プレーした。
ブルックスは、フロリダ州立大学でカレッジフットボールをプレーし、満場一致でオールアメリカに2度選出されている。1995年のNFLドラフトでタンパベイ・バッカニアーズから1巡目指名を受け、NFL入りした。バッカニアーズ入団後は11回プロボウルに選出される活躍をして、ウォーレン・サップらとバッカニアーズの強力ディフェンスを構築した。2002年シーズンには最優秀守備選手に選出され、チーム初のスーパーボウル制覇（第37回）に貢献した。
2014年にNFL殿堂入り。ブルックスの背番号55は、バッカニアーズの永久欠番となっている。